# Aríston de Esparta
Aríston (em grego:  Ἀρίστων) foi rei da cidade-Estado grega de Esparta de 536 a.C. até 510 a.C.  ano da sua morte, pertenceu à Dinastia Euripôntida.
O historiador Heródoto lista Hipocrátides como seu antecessor, enquanto Agásicles é citado pelo geógrafo Pausânias como tendo precedido-o no trono de Esparta.

## Aríston e a paternidade de Demarato
Aríston teve duas esposas, mas não teve filho com nenhuma delas. Decidido a ter um herdeiro, e desejando a esposa do seu melhor amigo, Ageto, filho de Alcides, ele pensou em uma artimanha para tomá-la.
Aríston combinou com Ageto que eles deveriam trocar presentes, cada um dizendo ao outro o que mais quer das suas propriedades, e fizerem um juramento de cumprir isto. Depois que Ageto recebeu seu presente, Ariston exigiu a esposa de Ageto, e este foi obrigado a entregá-la.
Aríston largou sua segunda esposa, e se casou com a ex-esposa de Ageto. Menos de dez meses depois, quando Aríston, em reunião com os éforos, recebeu a notícia do nascimento de Demarato, ele faz as contas e disse em voz alta que o filho não era dele. Porém, quando Demarato cresceu, Aríston se convenceu de que ele era seu filho.
Posteriormente, quando Demarato foi destituído do cargo de rei, ele perguntou à sua mãe quem era seu pai; ela responde que, na terceira noite em que ela estava na casa de Aríston, apareceu um homem igual a Aríston, e que deixou umas grinaldas com ela. Quando Aríston ouviu esta história, e negou que foi ele que deixou as grinaldas, o casal concluiu que quem esteve lá era o herói Astrabacus, de um templo próximo; assim, Demarato seria filho de Aríston ou filho de um deus.